# Adolf I. z Alteny
Adolf I. z Alteny (1157? - 15. dubna 1220, Neuss) byl kolínský arcibiskup mezi lety 1193 až 1205 a 1212 až 1216.
Byl osnovatel volby Oty Brunšvického jako římského protikrále proti Filipu Švábskému. Dne 12. července 1198 ho korunoval na římsko-německého krále v Cáchách. Na podzim roku 1204 však opustil tábor Otových spojenců a přestoupil na stranu švábského vévody, kterého v lednu následujícího roku v Cáchách korunoval. Tato změna pozic se nelíbila papeži Inocenci III., podporovateli brunšvického vévody, který Adolfa roku 1205 exkomunikoval a nechal zvolit novým kolínským arcibiskupem Bruna ze Saynu. Návrat na kolínský stolec se usutečnil v roce 1212, kdy byl sesazen arcibiskup Dětřich I. z Hengebachu.